# Postojna
Postojna (en allemand : Adelsberg ; en italien : Postumia) est une commune du sud-ouest de la Slovénie. La ville historique est bien connue pour la grotte de Postojna, l'une des plus grandes attractions touristiques du pays. 

## Géographie
La commune est localisée dans la région historique de Carniole-Intérieure en bordure de la rivière Pivka. Le territoire est localisé au bord septentrional des Alpes dinariques dans le massif montagneux du Carso (Karst). Ce massif calcaire regorge de nombreuses grottes dont la célèbre grotte de Postojna (Postojnska jama). La ville accueille également l'institut de karstologie de l'Académie slovène des sciences et des arts.
Le centre-ville se trouve à environ 50 kilomètres au sud-ouest de la capitale Ljubljana, à mi-chemin sur la route vers la côte Adriatique et le Littoral slovène. Postojna est reliée directement à l'autoroute A1 traversant le col de Postojna et à l'axe ferroviaire parallèle de Vienne à Trieste (Südbahn).

### Villages
Les localités qui composent la commune sont : Belsko, Brezje pod Nanosom, Bukovje, Dilce, Gorenje, Goriče, Grobišče, Hrašče, Hrenovice, Hruševje, Koče, Landol, Liplje, Lohača, Mala Brda, Mali Otok, Malo Ubeljsko, Matenja vas, Orehek, Planina, Postojna, Predjama, Prestranek, Rakitnik, Rakulik, Razdrto, Sajevče, Slavina, Slavinje, Stara vas, Strane, Strmca, Studenec, Studeno, Šmihel pod Nanosom, Velika Brda, Veliki Otok, Veliko Ubeljsko, Zagon et Žeje.

## Histoire
Dans l'Antiquité, le col de Postojna faisait partie de la route de l'ambre reliant la mer Adriatique et la région Baltique. La tradition rapporte que l'expédition des Argonautes a traversé le col en chemin du Danube vers la mer. À l'époque du géographe Strabon (mort autour de 20 ap. J.-C.), la région montagneuse en amont de Nauportus (Vrhnika) fut colonisée par le peuple celte des Iapydes. 
Le col au sud des Alpes juliennes est également une voie de communication et d'invasion très anciennement attestée entre les plaines danubiennes de la Pannonie, au nord-est, et l'Adriatique et l'Italie, au sud-ouest. Les Romains ont cherché à défendre l'Italie contre des envahisseurs qui pourraient emprunter ce passage facile en développant, surtout à la fin du IIIe siècle ap. J.-C., une ligne fortifiée, les Claustra Alpium Iuliarum, dont l'élément central était la puissante forteresse d’Ad Pirum sur le plateau de Hrušica. 
À l'époque des grandes invasions, les Goths, les Huns et les Lombards traversent le site. Aux VIe et VIIe siècles, la région fut repeuplée par des tribus slaves. Au Moyen-Âge, Postojna appartenait à la marche de Carniole au sud-est du duché de Carinthie, une partie des territoires héréditaires des Habsbourg reconstituée en duché par le duc Rodolphe IV d'Autriche en 1364. 

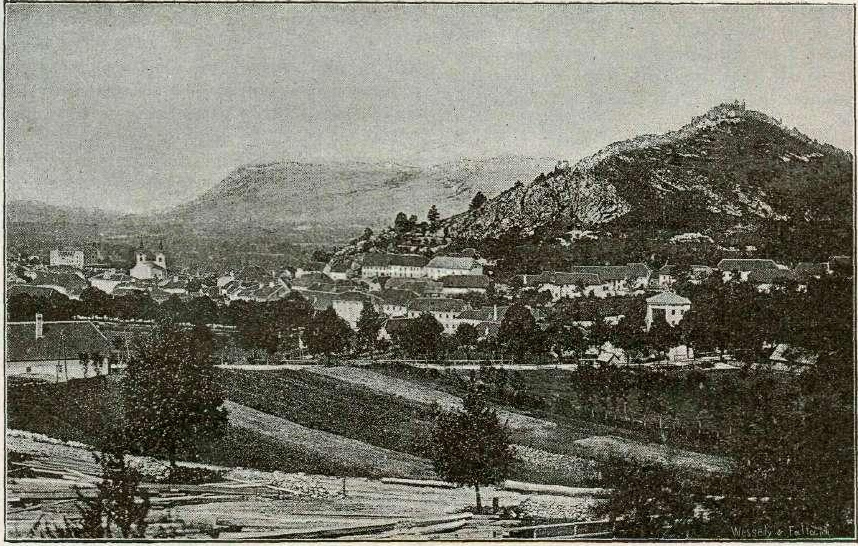
Postojna en 1895.

Jusqu'en 1918, la ville (de nom bilingue Adelsberg - Postojna) fait partie de la monarchie de Habsbourg autrichienne (empire d'Autriche de 1804 à 1867, puis Cisleithanie après le Compromis austro-hongrois), chef-lieu du district de même nom, l'un des onze Bezirkshauptmannschaften de la terre de la couronne de Carniole. Le chemin der fer de Vienne via Maribor et Ljubljana à Trieste, la première liaison directe entre la capitale de la double monarchie et le port étranger de Trieste, a été mise en service en 1857 en présence de l'empereur François-Joseph Ier et de nombreux chefs-d'État. A cette époque déjà, la grotte de Postojna était une destination touristique très populaire, grâce aux recherches entreprises par le naturaliste Franz von Hohenwart (1771-1844). 
Le nom allemand de la ville est souvent utilisé seul jusqu'à la fin du XIXe siècle. Après la Première Guerre mondiale, lorsque le royaume d'Italie domine la région, elle se nomme Postumia et était incorporée dans la province de Trieste (Triveneto). En raison de sa proximité avec la frontière du royaume de Yougoslavie, les forces armées italiennes y firent construire plusieurs galeries et fortifications. Le roi Victor-Emmanuel III a visité la célèbre grotte en 1922. Après la Seconde Guerre mondiale, Postojna a été intégrée dans la république socialiste de Slovénie au sein de la Yougoslavie. En 1991, la guerre de Slovénie provoque une chute du nombre de visiteurs.

## Démographie
Entre 1999 et 2021, la population de la commune de Postojna a légèrement augmenté pour dépasser les 16 500 habitants,.
Évolution démographique
| 1999   | 2000   | 2001   | 2002   | 2003   | 2004   | 2005   | 2006   | 2007   |
| ------ | ------ | ------ | ------ | ------ | ------ | ------ | ------ | ------ |
| 14 502 | 14 514 | 14 572 | 14 631 | 14 646 | 14 719 | 14 722 | 14 851 | 15 058 |
| 2008   | 2009   | 2010   | 2011   | 2012   | 2013   | 2014   | 2015   | 2016   |
| 15 561 | 15 455 | 15 639 | 15 709 | 15 710 | 15 749 | 15 873 | 15 982 | 16 068 |
| 2017   | 2018   | 2019   | 2020   | 2021   |        |        |        |        |
| 16 176 | 16 207 | 16 189 | 16 442 | 16 675 |        |        |        |        |

## Tourisme

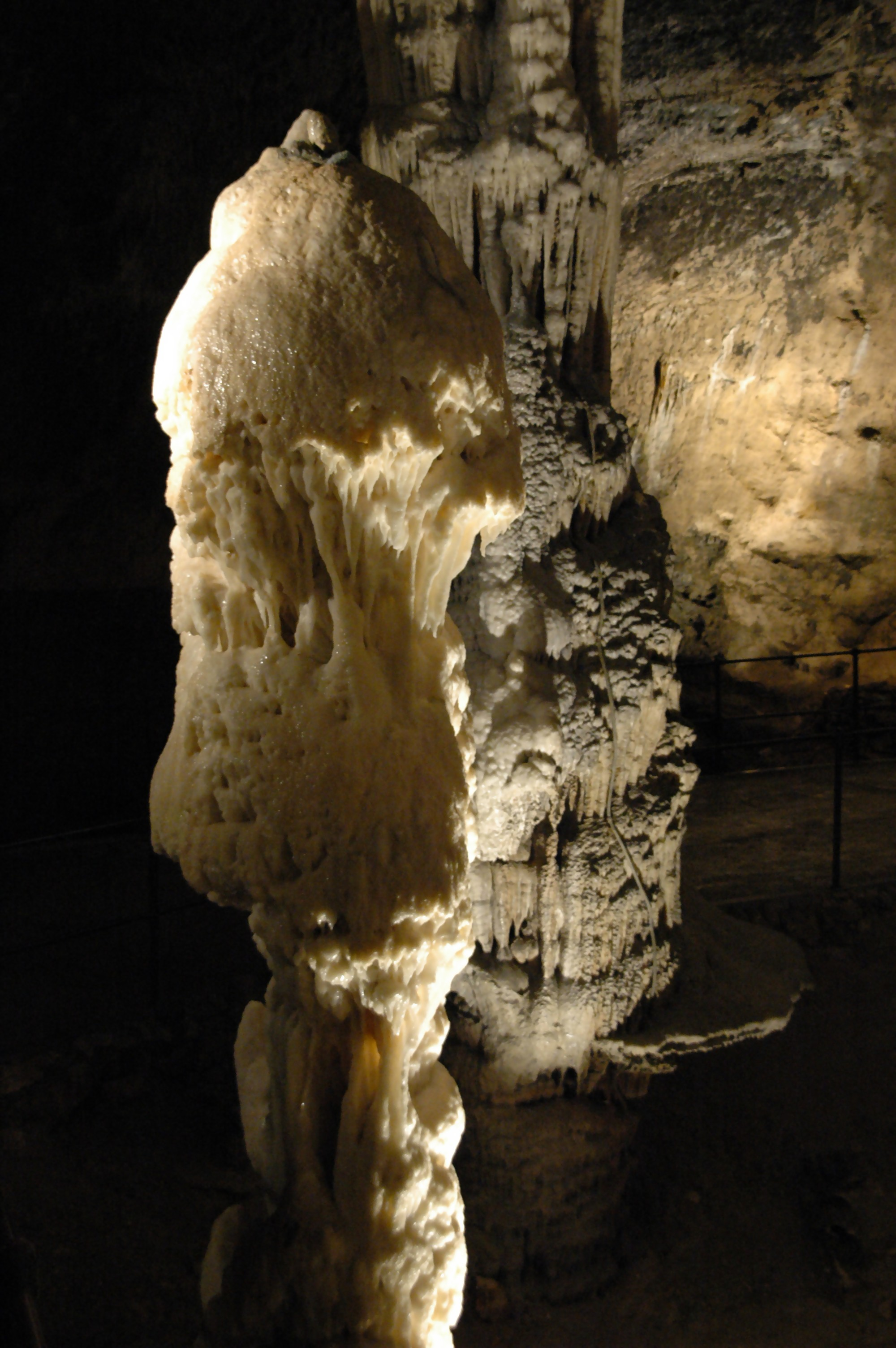
Concrétion de calcaire pur dans la grotte.

### Grotte de Postojna
Près de la ville, se situe une importante attraction touristique : la Postojnska jama. C'est une grotte de 20 kilomètres de long qui abrite le très rare protée anguillard (proteus anguinus).
Les visiteurs prennent un train qui les emmène deux kilomètres à l'intérieur, où se trouve une salle de concert pour 10 000 personnes. On n'y donne plus de concerts, à cause de la trop grande humidité, mais cette salle porte toujours ce nom à cause de sa taille exceptionnelle et de sa résonance. 

### Autres attractions
À 9 km de la ville, se situe le château de Predjama qui a été édifié à flanc de falaise dans une énorme cavité rocheuse, à 123 mètres au-dessus d’un gouffre karstique.
La station de ski de Kalič se trouve à proximité de Postojna.

## Personnalités
- Sergej Kraigher (1914–2001), homme politique, président de la Yougoslavie de 1981 à 1982 ;
- Samuel Žbogar (né en 1962),  diplomate et homme politique, ministre des Affaires étrangères de Slovénie depuis 2008 ;
- Borut Pahor (né en 1963), homme politique, président de la Slovénie depuis 2012 ;
- Rajmond Debevec (né en 1963), tireur sportif ;
- Borut Bilač (né en 1965), athlète, spécialiste du saut en longueur ;
- Janez Ožbolt (né en 1970), biathlète ;
- Primož Brezec (né en 1979), joueur de basket-ball ;
- Tamara Zidanšek (née en 1997), joueuse de tennis ;
- Adam Gnezda Čerin (né en 1999), footballeur.

## Associations
L'Union internationale de spéléologie (UIS) a été fondée le 16 septembre 1965 à Postojna à l'occasion du 4e congrès international de spéléologie qui s'y déroulait. Le social social de l'UIS est situé à Postojna, Titov trg 2.